# WNv Teamwork
wNv Teamwork war ein chinesischer E-Sport-Clan, der im Jahr 2003 gegründet wurde. Damit war er einer der ersten professionellen Clans in China. Der Name steht für wisdom + Nerve = victory.
wNv erlangte während der World e-Sports Games auch in Europa große Bekanntheit und konnte sowohl die dritte Saison der WEG 2005 als auch die WEG Masters 2006 gewinnen. Der Clan bestand zuletzt aus Sektionen Counter-Strike, Warcraft III und Need for Speed. Das Warcraft-III-Team nahm an der ESL WC3L Series teil.
Am 19. Januar 2007 trat wNv Teamwork als erster chinesischer Clan den G7 Teams bei. Nach zwei Jahren wurde der Clan wegen Inaktivität ausgeschlossen. Im Herbst 2010 löste sich wNv auf.

## Erfolge

### Counter-Strike
- World e-Sports Games 2005 Season 1: Top 8
- World e-Sports Games 2005 Season 2: Top 8
- Electronic Sports World Cup 2005: Top 8
- World e-Sports Games 2005 Season 3: 1. Platz
- World e-Sports Games Masters 2006: 1. Platz
- WCG Asian Championship 2006: 1. Platz
- WSVG China 2006: 1. Platz
- KODE5 Global Finals 2006: 2. Platz
- WSVG China 2007: 1. Platz
- EM III – Asian Finals: 1. Platz
- International e-Sports Festival 2009: 2. Platz

### Warcraft III
- WC3L Season XI: 5. Platz
- WC3L Season XII: 11. Platz
- World Series of Video Games 2006: 3. Platz – Dae Hui „FoV“ Cho
- Pro Gamer League 2007: 3. Platz – Huang „TH000“ Xiang